# マンガ族
マンガ族（マンガぞく、Manga）は、パプアニューギニアに住む少数民族。

## 居住地
ニューギニア西部高地の北東部、セピック川沿いの渓谷に住んでいる。

## 生活
生業は養豚と耕作。主要作物は、サツマイモ、ヤムイモ類、タロイモ、キャッサバ。

## 宗教
宗教は祖先崇拝が中心である。